# Дело Сергея Резника
Дело Сергея Резника — уголовное преследование российского журналиста Сергея Резника. Сергей Эдуардович Резник (10 апреля 1976, Ростов-на-Дону) — российский журналист, известный в Ростове-на-Дону. В январе 2014 года признан политзаключённым.
На данный момент координирует ряд телеграм-каналов на тему Ростова-на-Дону, в которых публикуют различные негативные публикации в отношении представителей власти. Скрывается от российского уголовного преследования в Грузии.

## Биография
Резник Сергей Эдуардович родился 10 апреля 1976 года в Ростове-на-Дону. Окончил исторический факультет РГУ. Кафедра общественных движений и политических партий (бывшая кафедра истории КПСС).
Работал в региональных и федеральных печатных СМИ:
- Газета «Седьмая столица» (закрыта налоговой инспекцией Кировского района Ростова в 2005 году).
- Газета «Re:публика» (закрыта в 2005 году)
- По неподтверждённым данным, являлся редактором газеты «Чубуреки» и «СДН» (обе были закрыты силовиками в 2005 году)
- С 2006 года «Новая газета — Юг», «Известия — Юг», «МК — Юг» (МК-на-Дону).
- С 2007 года обозреватель газеты «Южный федеральный».
- C 2009 года и по настоящее время обозреватель газеты https://forum-msk.org/

Известен в Ростове-на-Дону, Краснодарском крае, Ставрополье и далеко за пределами южного региона своими антикоррупционными публикациями. Публикуя острые материалы, неоднократно критиковал высшее руководство донской полиции, прокуратуры, администрации города и области, федеральных чиновников.
С деятельностью Резника связывают ряд громких отставок чиновников региональных и федеральных органов власти в Ростовской области. В частности, отставку судьи Арбитражного суда РО Рогожиной Т. А., отставку начальника УФНС России по Ростовской области Олега Калинкина в 2012 году, увольнение руководителя ГУ МВД России по Ростовской области генерала Лапина А.А. и его первого заместителя Грачёва А.Б. В том же году, отставку заместителя прокурора Ростовской области Романа Климова. В 2013 году http://forum-msk.org/material/news/9283748.html экс-прокурор Климов был признан потерпевшим по уголовному делу, пятому из семи уголовных дел, сфабрикованных ростовским управлением СКР при поддержке регионального МВД, региональной прокуратуры и управления Генеральной прокуратуры в ЮФО, которую в то время возглавлял дядя прокурора Климова - замгенпрокурора РФ Сергей Воробьев. Замгенпрокурора Воробьев и выступил в роли главного заказчика уголовного преследования журналиста. Ещё одной «пострадавшей» от профессиональной деятельности Сергея Резника оказалась председатель областного Арбитражного суда Ольга Соловьёва. Конфликту журналиста с председателем суда предшествовало незаконное судебное решение Арбитражного суда Ростовской области по рекордному в истории России репутационному иску на сумму 35 миллионов долларов, предъявленного Резнику и редакции газеты «Приазовский край», региональным коммерческим банком «Центр-Инвест».. Решение ростовского Арбитражного суда было отменено апелляционной инстанцией, что подтвердило обоснованность претензий Резника к судье Соловьевой. Первоначальное решение в пользу банка выносила судья Рогожина, которая была впоследствии уволена.
22 октября 2013 года на Сергея Резника около его дома было совершено нападение. Напали двое человек, вооруженные бейсбольной битой и травматическим пистолетом. Несмотря на полученные травмы, ростовская БСМП-2 отказала журналисту в госпитализации, весь процесс контролировался сотрудниками регионального Центра противодействия экстремизму. Руководитель регионального ЦПЭ полковник Ищенко тоже станет впоследствии потерпевшим в одном из уголовных дел, возбужденных в отношении журналиста Резника. По версии следствия Резник назовет его: "трусливым обмоченным псом" на побегушках его своего хозяина", что будет зафиксировано в судебном приговоре. Нападавших никто не искал, найденная на месте преступления гильза от травматического пистолета не исследовалась сотрудниками полиции. Полиция уделила больше внимания персоне самого Резника. Наблюдатели высказывали мнение о том что нападение организовали сами полицейские, по времени оно совпало с днем рождения заместителя Генпрокурора Воробьева, отдыхавшего в тот момент в Австрии.

## Уголовное преследование
26 ноября 2013 года Сергей Резник был осуждён Первомайским районным судом города Ростова за оскорбление представителя власти, заведомо ложный донос и коммерческий подкуп на 1 год и 6 месяцев колонии общего режима. Был взят под стражу в зале суда.
Резник обвинялся по п. «б» ч. 2 ст. 204 УК РФ - коммерческий подкуп. Исходя из телефонного разговора ясно, что не Резник предлагал взятку сотруднику ТО, а напротив, тот предлагал журналисту выдать документ без осмотра авто и даже предлагал завезти документ по названному адресу. В ходатайстве адвоката Резника Юрия Каструбина сказано, что
1. Исходя из показаний свидетелей, сотрудники полиции «задним числом» оформили согласие и заявление сотрудника ПТО Гришанова на участие в ОРМ.
2. Сотрудники полиции уничтожили часть видеоматериала съёмки ОРМ — фрагмент речи Резника возле ПТО.
3. Проведение полицейского эксперимента возле ПТО относится к провокации преступления, совершённой сотрудниками полиции — ст. 304 УК РФ.

ч. 3 ст. 306 УК РФ (заведомо ложный донос). Якобы Резник просил за деньги некоторых лиц звонить ему с угрозами. По мнению адвоката Ю. Г. Каструбина, следователь С. А. Амерханян неправильно квалифицировал «ложный донос» возбудив дело не по тому пункту ст. 306 УК РФ. В реальности, дело вел и возбуждал следователь Мелкумян, Амерханян ни разу не встречался с Резникам и ни разу не опрашивал его. Его лишь попросили завизировать готовый сфабрикованный материал. 
1. Согласно материалам дела звонили и угрожали Резнику представившийся сотрудником ОВД Шпаков и внештатный осведомитель полиции А.С. Солодовников.
2. Полицейский Котов в возбуждении уголовного дела по заявлению Резника об угрозах отказал, так как «не смог опросить Солодовникова в связи с его отсутствием по месту жительства», в окончательной редакции — «в связи с отсутствием события преступления».
3. Между тем, А. С. Солодовников мгновенно появился в суде для дачи показаний против Резника. В суд, Солодовникова привозила на своем личном автомобиле гособвинитель прокуратуры Ростовской области Светлана Кашубина или сотрудники регионального Центра по противодействию экстремизму. Свое сотрудничество в ЦПЭ Солодовников позже неоднократно признавал в выложенных в сети интернет тлефонных переговорах…

ст. 319 УК РФ (оскорбление представителя власти). Якобы оскорбление председателя ростовского Арбитража Ольги Александровны Соловьёвой содержится в заметке в блоге «Из грязи в князи, из попы в ТОПы», где она названа, в связи с тем, что уже длительное время не рассматривает дела — «содержанкой судебной системы»).
Первомайский районный суд г. Ростова-на-Дону, в лице судьи Ольги Васильевны Шинкаревой, по указанию из ростовского областного суда, признал достоверными доводы обвинения о том, что Сергей Резник совершил коммерческий подкуп сотрудника ПТО с целью получения диагностической карты без прохождения осмотра автомобиля, а также умышленно подкупил нештатного сотрудника полиции, потерпевшего А.С. Солодовникова, чтобы тот звонил и отсылал на мобильный телефон блогера сообщения с угрозами. Второго звонившего Резнику и реально угрожавшему его семье - агента ЦПЭ Скобелева Виктора Николаевича (кличка Таджик), 06.06.1980 г.р., уроженца с. Дусти, Кумсангирского р-на Таджикской ССР, проживал в Ростовской обл, г. Ростов-на-Дону, ул 2-я Краснодарская, полиция найти также "не смогла". В судебном заседании, Резником был представлен телефонный разговор со Скобелевым, в котором он извинялся перед журналистом за звонки с угрозами и оскорбленими его умерших родителей и объясняет, что они с Солодовниковым должны были спровоцировать Резника. Судья Шинкарева не придала должного значения доводам защиты и отказала в удовлетворении ходатайств об истребовании и приобщении к делу документов подтверждающих невиновность Резника. Как сочло обвинение, журналист обратился с заявлением об угрозах в полицию, только для того, чтобы поднять свой журналистский рейтинг. Кроме того, суд признал Сергея Резника виновным в оскорблении председателя Арбитражного суда Ростовской области О. А. Соловьёвой, которую журналист не считал профессиионалом.
Сергей Резник вину не признал, он неоднократно заявлял, что уголовное преследование стало следствием его публикаций о работе региональной полиции и прокуратуры.
Жена Сергея Резника Наталья 26 ноября заявила, что аккаунт otto-cazz на портале livejpournal.com продолжит работу, несмотря на приговор суда.
Апелляционная коллегия ростовского областного суда в составе — Сергея Кожевникова, Александра Лашина и Геннадия Песчанова оставила приговор в силе, а апелляционную жалобу без удовлетворения. В своем итоговом постановлении судьи сослались на материалы не исследованные в судебном заседании, но Кассационную инстанцию Верховного суда это не интересовало.

## Выступления в защиту Сергея Резника
- В защиту Сергея Резника в день оглашения приговора выступила международная неправительственная организация Комитет защиты журналистов, осудив вердикт суда, отправившего Резника за решётку на полтора года по обвинениям в оскорблении представителя власти, заведомо ложном доносе и коммерческом подкупе. Координатор Комитета в Европе и Центральной Азии Нина Огнянова заявила: «Сегодняшний приговор, заставляющий молчать блогера Сергея Резника, — это постыдное напоминание о том, что критика со стороны журналистов не приветствуется в России, несмотря на неоднократные уверения в обратном и заявленную на высоком уровне приверженность свободе прессы»[20].
- Главный редактор газета «Южный Федеральный», с которой Резник сотрудничал в последнее время, Михаил Лунтовский заявил, что в знак протеста против несправедливого вердикта решено не выпускать очередной номер газеты. Сотрудники газеты утверждают, что «если в апелляционных инстанциях решение по делу журналиста Сергея Резника не будет пересмотрено, редакция прекратит выпуск печатной версии „ЮФ“ в связи с запретом на профессию журналиста в Ростовской области»[21].
- Решение суда в отношении Сергея Резника послужило причиной создания в ноябре 2013 года в Ростове-на-Дону «Донской хартии журналистов и блогеров», призванной консолидировать медиа-сообщество для защиты свободы слова и безопасности журналистов[22][23]. Подписавшие Хартию журналисты обязуются честно исполнять долг журналиста, отказаться от клеветы, руководствоваться принципом непредвзятости при создании журналистских продуктов, отстаивать общественно важную и актуальную повестку дня при формировании редакционной политики, подвергать критическому осмыслению информацию органов власти[22].
- Ростовский журналист Игорь Хорошилов: «Ещё во времена позднего Чуба газеты, в которых он работал, закрывались. Его просто „выдавили“ в „Живой журнал“. Сами создали себе „монстра“ на площадке, неподконтрольной федеральному закону „О СМИ“. Был ли Резник журналистом, учитывая его непрофильное образование и стилистические изъяны текстов? Эксперт-филолог назвала блогерское творчество Резника „журналистикой гражданского участия“. Я считаю, Резник больше журналист, чем все шишки из ростовского Союза журналистов России вместе взятые, при новом губернаторе Василии Голубеве, неизбежном переделе собственности, Резнику просто суждено было, учитывая инсайд, которым он постоянно обладал, стать мишенью. „Заткнули фонтан“ только с помощью незаконного „силового катка“. В первом приговоре неправосудно почти всё от начала до конца. При этом обвинение утверждало о публичном характере его „оскорблений“, а по законодательству РФ „Живой журнал“ стал публичным местом только месяц назад. А сейчас делается всё, чтобы он вышел из тюрьмы как можно позднее»[24].

## Резник о своей деятельности
- «Я не воспринимаю мою деятельность как борьбу, система наглеет ровно настолько, насколько ей это позволяет делать общественно-политическая среда. Нельзя бороться с водой аквариума, в котором ты живёшь. И я совсем не революционер. Хотя возможно, и симпатизировал бы „дворцовому перевороту“»[3].

## Основания признания политзаключённым
Сергей Резник является журналистом и блогером, критиковавшим в ряде материалов чиновников и представителей ростовской исполнительной власти. С 2011 года он неоднократно подвергался внесудебному давлению в виде нападений на него, угроз, уничтожения принадлежавшего ему имущества; оперативное сопровождение уголовных дел в его отношении осуществлял в том числе ростовский Центр «Э». Не менее красноречиво о том, что в отношении него развёрнута целенаправленная политически мотивированная кампания, говорит число уголовных дел по трём статьям УК РФ и 6 (sic!) эпизодам. Материалы, находящиеся в нашем распоряжении, позволяют говорить о невиновности Резника как по отдельным эпизодам, так и в целом, с учётом обстоятельств возбуждения этих дел. При этом необходимо учитывать контекст происходящего, то, что с 2009 года в Ростовской области было совершенно 2 убийства оппозиционных журналистов, не менее 6 журналистов и редакторов стали жертвами уголовного преследования.
АСМ 